# Henri Caietan
Pour les articles homonymes, voir Caietan.
Henri Caietan, en italien Enrico Caetani, né le 6 août 1550 à Sermoneta et mort le 13 décembre 1599 à Rome, est un prélat italien qui devint cardinal en 1585.

## Biographie
Henri Caietan fit ses études à l'université de Pérouse, obtint un doctorat en droit canon et droit civil en 1571 et entra aussitôt sans la prélature romaine.
Il se vit attribuer le poste d'abbé de San Leonardo dans la région des Pouilles par le pape Grégoire XIII (1572-1585) et fut nommé protonotaire apostolique.
Le 29 juillet 1585, il est élu patriarche latin d'Alexandrie.
Sa première légation fut dans le diocèse de Bologne d'août 1585 à octobre 1587.
Entre-temps, le pape Sixte-Quint le nomma cardinal le 18 décembre 1585.
Le pape lui confia ensuite, à partir d'octobre 1587, la charge de camerlingue de la Sainte Église romaine, charge qu'il conservera jusqu'à sa mort en 1599.
Sixte-Quint l'envoya en France, avec la qualité de légat, en 1589, pour faire élire un roi catholique après la mort de Henri III. Dépassant ses instructions, il anima la guerre civile, se jeta dans le parti de la Ligue, se réunit aux Seize, soutint avec chaleur le parti du roi d'Espagne et distribua de l'argent aux ligueurs pendant le siège de Paris.
En 1590, Sixte-Quint, mécontent de sa conduite, le rappela, mais ce pape était déjà mort quand Caietan arriva. Il fut remplacé comme légat auprès de la Ligue par Filippo Sega.
Le pape Grégoire XIV (1535-1591), élu en 1590, le nomma à la tête de la congrégation pour les affaires françaises et gouverneur du monastère de Saint-Martin à Laon en France en avril 1591. Il participa aux conclaves de 1591 et de 1592.
Clément VIII (1536-1605), élu en 1592 après le pontificat de 62 jours d'Innocent IX, l'envoya en qualité de légat en Pologne d'avril 1596 à juin 1597.
Henri Caietan est décédé le 13 décembre 1599 à Rome et enterré dans l'église Santa Pudenziana de Rome.

## Sources
Cet article comprend des extraits du Dictionnaire Bouillet. Il est possible de supprimer cette indication, si le texte reflète le savoir actuel sur ce thème, si les sources sont citées, s'il satisfait aux exigences linguistiques actuelles et s'il ne contient pas de propos qui vont à l'encontre des règles de neutralité de Wikipédia.
- Source partielle : Florida International University : brève biographie d'Enrico Caetani (Utilisation autorisée pour usage éducatif non commercial)
- Notices d'autorité :   - VIAF
  - ISNI
  - BnF (données)
  - IdRef
  - LCCN
  - GND
  - Italie
  - Belgique
  - Pays-Bas
  - Pologne
  - Israël
  - NUKAT
  - Vatican
  - Tchéquie
  - WorldCat